# Red Baron (videogioco 1990)
Red Baron è un simulatore di volo sviluppato da Dynamix e pubblicato da Sierra Entertainment nel 1990. Dotato di una fisica molto realistica per l'epoca, è stato eletto quarto miglior gioco PC di tutti i tempi dalla rivista Computer Gaming World nel 1996. Nel settembre 2009, l'ideatore Damon Slye ha dichiarato di avere acquisito i diritti per lo sfruttamento del gioco e dei suoi seguiti, Red Baron II e Red Baron 3D; ha inoltre offerto un premio di 1500$ alla prima persona che gli fornirà il codice sorgente originale. Nel febbraio 1997, la versione EGA in 16 colori è stata resa disponibile come freeware e ottenibile gratuitamente nel sito della Sierra.
Il 7 gennaio del 2016, lo sviluppatore Damon Slye decide di riproporlo sulla piattaforma di distribuzione Steam.

## Modalità di gioco
Ambientato durante la prima guerra mondiale, il software permette di pilotare gli aerei dell'epoca in missioni singole o in una carriera completa: fra i velivoli disponibili è possibile utilizzare il Fokker E.I Eindecker, il Fokker Dr.I Triplane, il Sopwith Camel e lo SPAD XIII. Come suggerisce il nome, nel gioco è presente Manfred von Richthofen, ovvero il "Barone rosso", con il quale è possibile scontrarsi (o averlo alleato, a seconda della fazione scelta).

### Missioni
Esistono diverse tipologie di missioni:
- Patrol: ricognizione del fronte; occorre fare attenzione all'artiglieria antiaerea.
- Balloon Busting/Protection: eliminare (o proteggere) palloni aerostatici di osservazione.
- Reconnaissance Escort: il giocatore e un suo alleato devono scortare un terzo aereo.
- Bomber Escort/Interception: scortare o distruggere dei bombardieri Gotha e Vickers.
- Zeppelin Hunt: distruggere un dirigibile Zeppelin.
- Historic Mission: riproduzioni di missioni storiche.

## Titoli correlati
Nel 1992 è stato pubblicato Red Baron: Mission Builder, un editor di missioni. Nel 1997 è stato pubblicato un seguito, Red Baron II, e nel 1998 Red Baron 3-D, versione aggiornata del precedente e dotata, tra le altre migliorie, di supporto per schede video accelerate.